# Свети-Петар-Ореховец

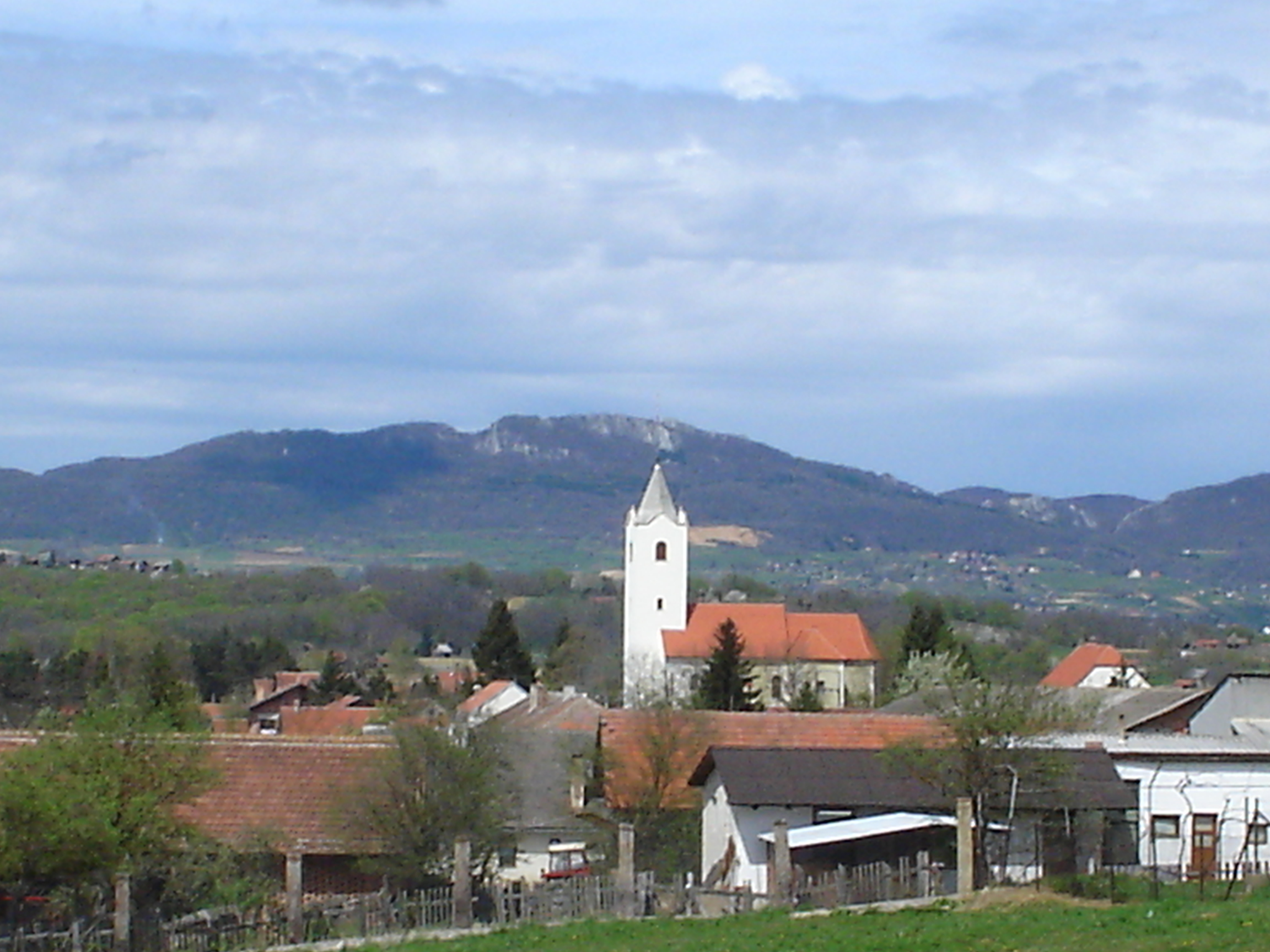

Свети-Петар-Ореховец (хорв. Sveti Petar Orehovec) — община с центром в одноимённой деревне на севере Хорватии, в Копривницко-Крижевацкой жупании. Население — 276 человек в самой деревне Свети-Петар-Ореховец и 4583 человека во всей общине (2011). Подавляющее большинство населения — хорваты (99,6 %). В состав общины, кроме самого Свети-Петар-Ореховца, входит ещё 36 деревень. Большинство жителей занято в сельском хозяйстве.
Все населённые пункты общины находятся на южных склонах холмистой гряды Калник близ границы с Вараждинской жупанией. В 10 км к юго-востоку от центра общины находится город Крижевцы. До 1993 года все населённые пункты общины входили в состав общины Крижевцы.
Через Свети-Петар-Ореховец проходит автомобильная дорога D22 Свети-Иван-Жабно — Крижевцы — Нови-Мароф.
Община насчитывает четыре католических сакральных объекта: церковь Святого Петра апостола в Свети-Петар-Ореховце (1779 год), церковь св. Михаила в деревне Михолец (XVI век) и две часовни в деревнях Гущеровец и Селанец.